# Halictus lutescens
Halictus lutescens är en biart som beskrevs av Heinrich Friese 1921. Halictus lutescens ingår i släktet bandbin, och familjen vägbin. Inga underarter finns listade i Catalogue of Life.